# Kleingarnstadt
Kleingarnstadt ist ein Gemeindeteil von Ebersdorf bei Coburg im oberfränkischen Landkreis Coburg.

## Lage
Das Dorf liegt etwa neun Kilometer südöstlich von Coburg. Die Kreisstraße CO 11 verbindet den Ort mit Blumenrod und Bieberbach, die CO 13 mit Großgarnstadt. Gemeindeverbindungsstraßen führen nach Oberwasungen und Oberfüllbach. Der Burkhartsberg mit 423 Metern ist die höchste Erhebung im Gemeindegebiet.

## Geschichte
Kleingarnstadt wurde erstmals 1125 urkundlich erwähnt. 1225 lautete die Ortsbezeichnung „Garnstat minori“. Sie geht wohl auf den Personennamen Garo (Kurzform von Garibert, Garibald oder Garimer) zurück.
Grundherren waren in dem Ort unter anderem die Klöster Sonnefeld und Banz. 1353 kam Kleingarnstadt mit dem Coburger Land im Erbgang zu den Wettinern und war somit ab 1485 Teil des Kurfürstentums Sachsen, aus dem später das Herzogtum Sachsen-Coburg hervorging. Nach dem Tod von Herzog Albrecht im Jahr 1699 kam Kleingarnstadt als Teil des Amtes Sonnefeld im Jahr 1705 zu Sachsen-Hildburghausen. 1826 gelangte das Amt Sonnefeld gemäß dem Teilungsvertrag zu Hildburghausen wieder zu Sachsen-Coburg.
Kleingarnstadt gehört seit Jahrhunderten zum evangelisch-lutherischen Kirchspiel Großgarnstadt. Die Feuerwehr Kleingarnstadt wurde 1835 gegründet und sorgt seitdem für den Brandschutz und die allgemeine Hilfe. 1911 wurde das Schulhaus eingeweiht, das bis 1967 in Betrieb war.
In einer Volksbefragung am 30. November 1919 stimmten 4 Kleingarnstadter Bürger für den Beitritt des Freistaates Coburg zum thüringischen Staat und 50 dagegen. Somit gehörte ab dem 1. Juli 1920 auch Kleingarnstadt zum Freistaat Bayern.
Eine Flurbereinigung erfolgte 1963 bis 1971. 1969 nahm das Unternehmen Martin Metallverarbeitung GmbH sein erstes Werk in Kleingarnstadt in Betrieb, das 2015 rund 270 Mitarbeiter hat.
Nach einer Abstimmung am 21. Februar mit 78 Stimmen für Ebersdorf und 17 Stimmen für Sonnefeld wurde Kleingarnstadt am 1. April 1971 nach Ebersdorf bei Coburg eingegliedert.
2001 wurden im Rahmen der Dorferneuerung das Bürgerhaus und ein neuer Dorfbrunnen eingeweiht.

## Einwohnerentwicklung
| Jahr | Einwohnerzahl |
| ---- | ------------- |
| 1910 | 206           |
| 1933 | 191           |
| 1939 | 194           |
| 1971 | 193           |
| 2014 | 135           |